# Dillstädt
Dillstädt là một đô thị thuộc huyện in the huyện Schmalkalden-Meiningen, trong Thüringen, nước Đức. Đô thị này có diện tích 13,96 km², dân số thời điểm 31 tháng 12 năm 2006 là 863 người.